# Greg Zeschuk
Greg Zeschuk, né en 1969, est le cofondateur de BioWare avec Ray Muzyka. Il en a été le vice-président et le directeur de création jusqu'au rachat du studio par Electronic Arts. Il est également cofondateur de CodeBaby.
Muzyka et Zeschuk sont les producteurs exécutifs de Shattered Steel, la série Baldur's Gate sur PC, MDK 2, MDK 2: Armageddon, la série Neverwinter Nights, Star Wars: Knights of the Old Republic, Jade Empire, la série Mass Effect et la série Dragon Age.
En 2013, il reçoit avec Ray Muzyka un Game Developers Choice Award pour l'ensemble de leur carrière.